# Narodni park Čitral Gol
Narodni park Čitral Gol (urdujsko چترال گول نیشنل پارک‎) je eden od narodnih parkov Pakistana. Je v okrožju Spodnji Čitral v provinci Khiber-Pakhtunkhva v Pakistanu ob reki Čitral, na razdalji dveh ur vožnje od mesta Čitral. Park je znan tudi kot narodni park Čitral.

## Pravni status
Do leta 1983 je Čitral Gol veljal za zasebno last nekdanjega Mehtarja iz Čitrala. Status parka je bil od takrat sporen in je postal vprašanje tekočih sodnih sporov med dediči nekdanjega Mehtarja in pakistansko vlado.

## Opis
Pot do parka je precej ozka in nevarna, v deževnih dneh bolj tvegana. Parke leži na nadmorski višini med 1450 m in okoli 5000 metri. Ima površino 7750 hektarjev.

## Živalstvo
Ta park obsega tri doline. V parku leži tudi več ledenikov, skozi katere se prebija več izvirov in na koncu tvori potok, ki teče 18 kilometrov. Hladna voda tega potoka teče proti vzhodu, v reko Čitral. Park je bogat z drevesi, zlasti cedrami. Park služi tudi kot zavetje veliki biotski raznovrstnosti, zlasti vijerogi kozi, ogroženi vrsti divjih koz. Nekateri večji sesalci, najdeni v parku, so:
- Vijeroga koza (Capra falconeri)
- Sibirski kozorog (Capra sibirica)
- Snežni leopard (Panthera uncia)
- Ladaški urial (Ovis vignei)
- Himalajski črni medved (Ursus thibetanus laniger)
- Himalajski volk (Canis lupus chanco)
- Navadna lisica
- Vidra (Lutra lutra)
- Rumenovrata kuna (Martes flavigula)

## Vreme
Letna količina padavin v tej regiji je ocenjena na 462 ml. Septembra več dežuje na spektakularnih vrhovih, ki obkrožajo park. Novembra pa je padavin več v dolinah in na nižjih vrhovih. Sneženje je v zimski sezoni. Zasneženi beli vrhovi poudarjajo lepoto do junija. Splošno vreme je hladno in suho. Temperatura se giblje od −12,2 do 43,3 °C.

## Poletna trdnjava v Birmoghlaštu
V delu parka Birmoghlašt je nekdanja Mehtarjeva poletna trdnjava. V času obstoja države Čitral se je Mehtar in njegova družina poleti sem preselila in imela dvor. Zgrajena okoli leta 1910 na pobudo njegove visokosti Šuja ul-Mulka. Trdnjava je bila zgrajena tako, da je gledala na celotno mesto. Poletna trdnjava Birmoghlašt je pritegnila številne tuje veleposlanike, ko je bil Čitral še knežja država. Leži na nadmorski višini preko 2800 metrov. Poleg trdnjave je Birmoghlašt tudi prostor za divje živali in je odlična turistična točka na nekaj kilometrih vožnje od mesta Čitral.